# Orah (Chorwacja)
Orah – wieś w Chorwacji, w żupanii splicko-dalmatyńskiej, w mieście Vrgorac. W 2011 roku liczyła 268 mieszkańców.